# The Nimaime
Albums de Melon Kinenbi
1st Anniversary
(2003) Fruity Killer Tune
(2006)
Singles
 The Nimaime  (THE 二枚目) est le deuxième album du groupe de J-pop Melon Kinenbi, sorti le 1er décembre 2004 au Japon sur le label zetima. Il atteint la 28e place du classement de l'Oricon, et reste classé pendant deux semaines. Il contient les chansons-titre des cinq singles du groupe parus depuis la sortie du précédent album, près de deux ans auparavant.

## Liste des titres
1. Champagne no Koi  (シャンパンの恋?)
2. Namida no Taiyō  (涙の太陽?)
3. Setsunasa Ranking  (刹那さ Ranking?)
4. Chance of Love  (チャンス of LOVE?)
5. Kirai, Suki Suki Suki Honto, Uso Uso Uso  (キライ, スキスキスキ ホント, ウソウソウソ?)
6. Kawaii Kare  (かわいい彼?)
7. Lemon Tart  (レモンタルト?)
8. Mi Da Ra Matenrō  (MI DA RA 摩天楼?)
9. Aishite wa Ikenai...  (愛してはいけない･･･?)
10. Last Scene  (ラストシーン?)
11. Doryoku Kei Bijin  (努力・系・美人?)
12. The Ninaime ~On My Way~  (THE 二枚目 ~ON MY WAY~?)